# نادره (هنرپیشه هندی)
نادره (انگلیسی: Nadira; ۵ دسامبر ۱۹۳۲ – ۹ فوریهٔ ۲۰۰۶) بازیگر عراقی‌الاصل یهودی‌تبار اهل هند بود. وی برندهٔ جایزه فیلم‌فیر بهترین بازیگر نقش مکمل زن شد.
از فیلم‌ها یا برنامه‌های تلویزیونی که وی در آن نقش داشته‌است، می‌توان به آمر اکبر آنتونی، پاکیزه، جنون، آقای ۴۲۰، آرزو، غرور، صیاد، عشق زور ندارد، جولی، آنجا که عشق یافت می‌شود، به خاطر شما، من عاشق بهار هستم، بمبئی تاکی، آشانتی، قلب من، بی‌بازگشت به تو، وحشت، عزیزم عزیزم و گورو اشاره کرد.